# Lusaka

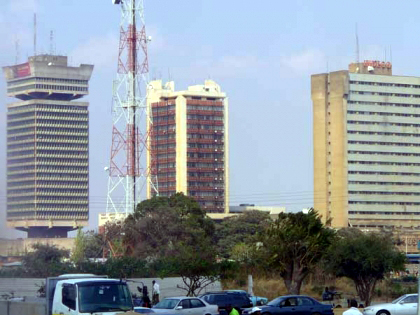
Výškové budovy v Lusace

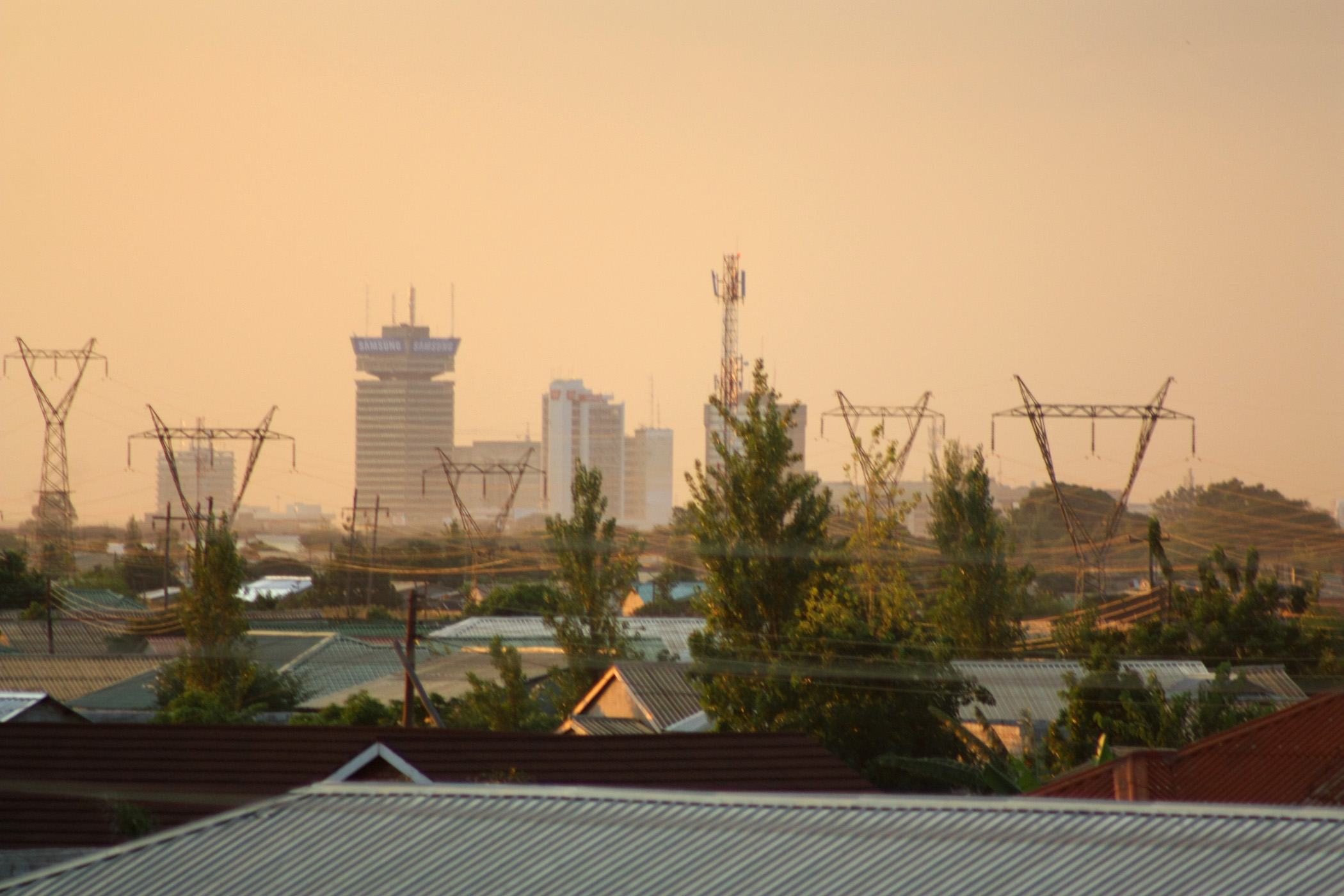
Centrum města za soumraku

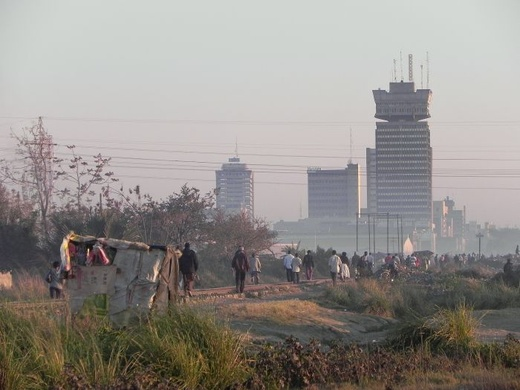
Ranní cesta do města

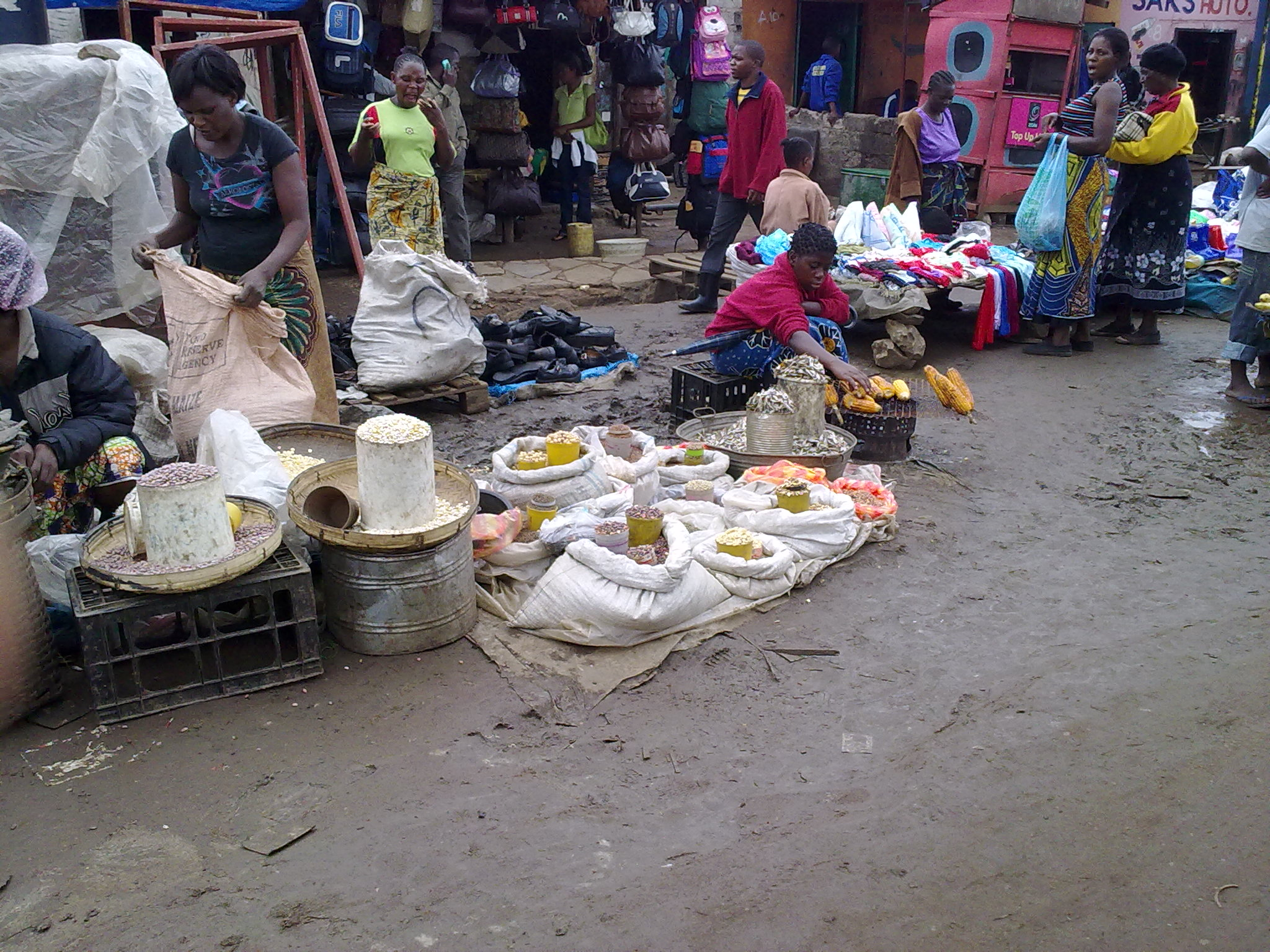
Tržiště v Lusace

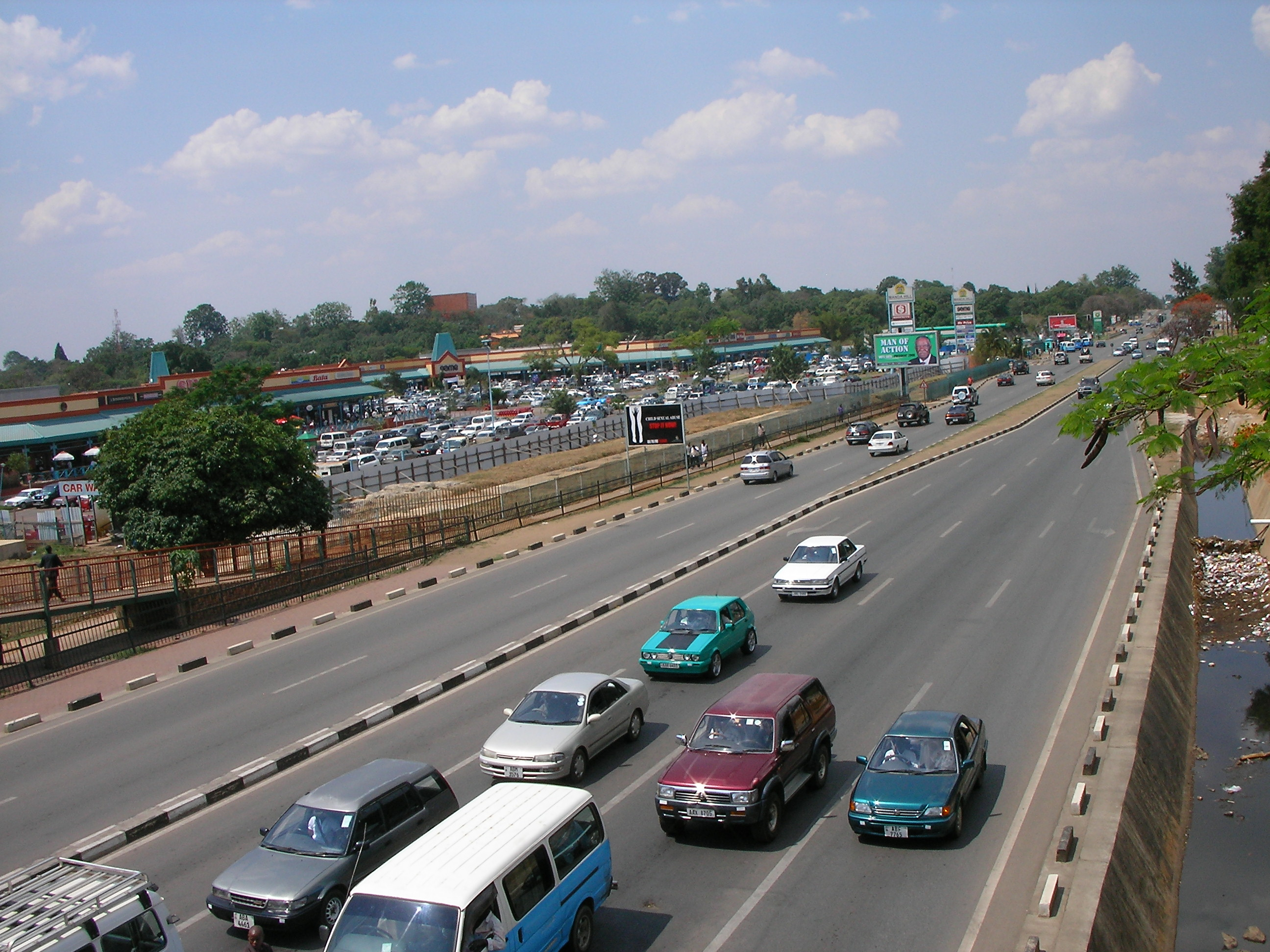
Nákupní centrum Manda Hill na Great East Road

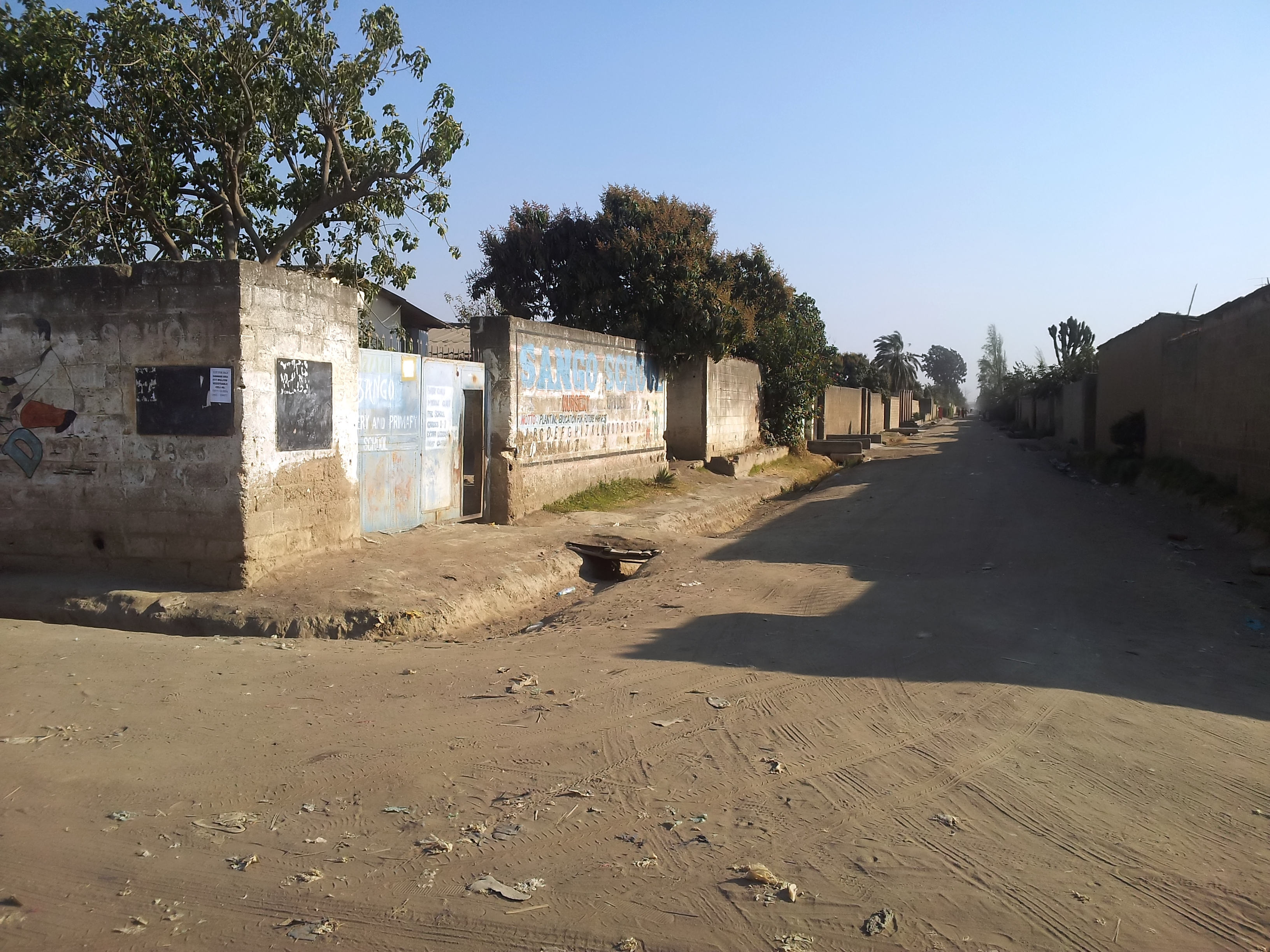
Ulice ve čtvrti Chawama

Lusaka je hlavní město státu Zambie v jižní Africe. Leží v nadmořské výšce cca 1300 m v jihovýchodní části státu. Město obklopují různé savanové lesy.

## Název
Název města pochází od vesnice, která zde stála v předkoloniálním období, a to Lusakaa.

## Přírodní poměry a poloha
Město tvoří separátní administrativní jednotku a hraničí s okresy Chongwe, Kafue, Chilanga a Chibombo. Rozkládá se na tzv. Lusacké plošině s krasovým podložím.
Kolem metropole protéká několik řek, ty jsou ale znečištěné vzhledem k vypouštění odpadů. Ve městě se nerozkládají žádné významnější vodní plochy (s výjimkou pískoven).

## Klimatické poměry
Díky nadmořské výšce 1 300 metrů se Lusaka těší vlhkému subtropickému klimatu. Léta jsou teplá, ale ne horká, a zimy bývají mírné. V nejchladnějším měsíci, červenci, činí průměrná teplota 16 °C a v nejteplejším měsíci, říjnu, se průměrně pohybuje kolem 25 °C. Období sucha v Lusace trvá od dubna do října, po němž následuje období dešťů.

## Obyvatelstvo
Ve městě jsou užívány dva jazyky: angličtina a místní jazyk njandža. Z náboženského hlediska je většinou křesťanské; stojí zde řada svatostánků různých církví. Mimo to je tu také několik mešit pro místní muslimskou komunitu.

## Historie
Na přelomu 19. a 20. století zde svoji úlohu upevnila Britská jihoafrická společnost (BSAC). Jejím cílem bylo získat půdu hlavně pro evropské kolonisty. Město bylo založeno v roce 1905 evropskými kolonisty. Budována sem byla železnice, která měla sloužit hlavně pro nákladní dopravu. V oblasti dnešní Zambie se totiž nacházely při hranici s tehdejším belgickým Kongem (dnes Demokratická republika Kongo) ložiska mědi, jenž měla být přepravována dále na jih. Při železniční stanici se začalo rozvíjet osídlení. Stanice byly budovány každých 20 mil (32 km).
Růst mladého města byl nejprve velmi pozvolný. Roku 1909 zde vznikla první škola. Mezi kolonisty patřili také Búrové z území dnešní Jihoafrické republiky. Roku 1929 bylo město domovem pro necelé dva tisíce lidí.
Od roku 1935 bylo hlavním městem britské kolonie Severní Rhodésie. Nahradila původní město Maramba (Livngstone). Důvodem byl fakt, že nové město stálo na křižovatkách silnic Great Northern Road a Great Eastern Road a díky tomu mělo dobrou hospodářskou pozici. Bylo zde také dost vody pro případný následující rozvoj města a lepší klimatické podmínky. Výstavbou nových správních budov byl pověřen John A. Hoogerp. Před druhou světovou válkou se počítalo s růstem na dvacet tisíc obyvatel. Vznikly nové bulváry lemované stromořadími. Díky tomu měla Lusaka přezdívku „Zahradní město“ (anglicky Garden City).
Po druhé světové válce byla Lusaka městem, které mělo mimo jiné i rozsáhlou průmyslovou oblast, orientovanou hlavně na těžký průmysl. Hlad po pracovnících nicméně znamenal, že sem kromě evropských kolonistů mířili také Afričané nebo obyvatelé jiných britských kolonií, např. z Asie. Začaly tak vznikat neformální osady, resp. slumy. Bílí vlastníci jim půdu pronajímali. Tyto nové čtvrti rostly ve všech směrech kromě východního okraje Lusaky, který si dále drželo evropské obyvatelstvo.
V 50. a 60. letech byla Lusaka centrem občanského hnutí proti koloniální nadvládě, které vyústilo nezávislostí státu. V roce 1964 se stala jejím hlavním městem.
V září 1970 se zde konala III. konference Hnutí nezúčastněných zemí.
V polovině 60. let 20. století zde žilo na sto tisíc lidí, což bylo méně než 4 procenta obyvatel nově vzniklé republiky. Následoval proto strmý populační růst až do podoby milionového města, kterým je Lusaka v 3. dekádě 21. století. Tato skutečnost donutila místní vládu modernizovat a vybudovat novou infrastrukturu. 
Dne 1. července 1985 došlo v Lusace k bombovému útoku na sídlo Afrického národního kongresu, které se tehdy zde nacházelo (v emigraci). Podobný incident se odehrál ještě v lednu 1988.
Dne 2001 se v Lusace uskutečnil poslední summit Organizace africké jednoty. 
Od roku 2017 má v Lusace velvyslanectví Česká republika.
V roce 2018 město zasáhla epidemie cholery.
V roce 2023 byla diskutována možnost přesunu metropole pryč z Lusaky do jiného města.

## Kultura
V Lusace stojí Národní muzeum, dále potom Politické muzeum, Muzeum obyvatel Zintu, (anglicky Zintu Community Museum) Socha svobody, výstaviště pro Rolnickou společnost a další.
Vládní budovy se nachází v lokalitě na vrcholu Cathedral Hill nebo Ridgeway. 
Každý rok v Lusace probíhá festival s názvem Pamodzi, kde různé etnické skupiny z celé Zambie představují svoji kulturu a zvyky.

## Ekonomika
V Lusace stojí řada výškových budov. Centrem města je ulice Cairo Road s tržištěm (např. Soweto Market) a řadou objektů, jako např. Findeco House.
V blízkosti metropole stojí vodní elektrárna na řece Kafue, která má výkon 900 MW.
Dle studie poradenské firmy Mercer, která měří kvalitu života ve 231 světových městech, se Lusaka umístila na 150. místě (stav k roku 2018).

## Doprava
Ve městě je mezinárodní letiště (Kenneth Kaunda International Airport, vzdálené 27 km od centra metropole) a také železniční spojení do sousední Tanzánie; jediná trať, která tudy vede směřuje severo-jižní trasou. 
V blízkosti železniční stanice stojí také hlavní autobusové nádraží.
Město má všechny silnice ve svém centru i širším okolí zpevněné. Časté jsou ale dopravní zácpy, síť je přetížená. Veřejná doprava ve smyslu, jak je provozována v Evropě nebo Severní Americe zde neexistuje. V provozu jsou neformálně organizované linky minibusů nebo taxíků.

## Školství
Ve městě existuje od roku 1965 Zambijská univerzita v Lusace. Stojí zde také univerzitní nemocnice (anglicky University Teaching Hospital). Je zde také několik vysokých škol soukromých a řada škol středních i základních. 

## V kultuře
Česká afrikanistka a sociální a kulturní antropoložka Kateřina Mildnerová popsala své zážitky z Lusaky v knize Můj soused je čaroděj.

## Partnerská města
- Dušanbe, Tádžikistán
- Los Angeles, USA
- Iževsk, Rusko

## Známé osobnosti
- Esther Phiri (1987-), zambijská mistryně světa v boxu,
- George Gregan (1973-), australský reprezentant ragbyové unie
- Winstone Zulu (1964-2011), zambijský aktivista v boji proti HIV a tuberkulóze.
- Stephanus Petrus Botha (1922-2010), jihoafrický politik
- Humphrey Mulemba (1932-1998), politik
- Danuta Gleed (1946–1996), kanadská spisovatelka polského původu
- David d'Avray (* 1952), historik
- Alan Rusbridger (* 1953), britský novinář a nositel Alternativní Nobelovy ceny
- Dambisa Moyo (* 1969), ekonom
- Arnaud Delalande (* 1972), francouzský scenárista a romanopisec
- Thomas Douglas (* 1972), filmový a divadelní herec
- Julia Rose (* 1973), zimbabwsko-americká herečka
- Zukiswa Wanner (* 1976), jihoafrická spisovatelka
- Milton Tembo (* 1980), fotbalista
- Willy Chinyama (* 1984), fotbalista
- Kennedy Mweene (* 1984), fotbalista
- Kennedy Nketani (* 1984), fotbalista
- Francis Kombe (* 1985), fotbalista
- Hijani Himoonde (* 1987), fotbalista
- William Njovu (* 1987), fotbalista
- Jordan Chipangama (* 1988), běžec na dlouhé tratě
- Fwayo Tembo (* 1989), fotbalista
- Racheal Nachula (* 1990), sprinter
- Ndumba Makeche (* 1992), australsko-zambijský fotbalista
- Hellen Mubanga (* 1995), fotbalistka
- Margaret Belemu (* 1997), fotbalista
- Enock Mwepu (* 1998), fotbalista
- Hazel Nali (* 1998), fotbalistka
- Barbra Banda (* 2000), fotbalistka a boxerka
- Jack Lahne (* 2001), švédský fotbalista
- Muzala Samukonga (nar. 2002), sprinter